# 瞳くんすこしだけ片思い
『瞳くんすこしだけ片思い』（ひとみくんすこしだけかたおもい）は、山口ひとみによる日本の漫画作品。
『なかよし』（講談社）にて連載された。

## 書誌情報
- 瞳くんすこしだけ片思い、初版発行日 1979年3月5日
  - 良太くんの大恋愛／泣き虫サンタのおくりもの／幸福のパンがパンッ!／パンジーちゃん恋の花パッ!／おいかけてニャンニャン